# Tadeusz Grzebieniowski
Tadeusz Grzebieniowski (n. 25 februarie 1894, Monasterek în apropiere de Jîdaciv, Lvov – d. 10 mai 1973, Varșovia) a fost un istoric polonez de literatură engleză, profesor la Universitatea din Lódz și Varșovia.

## Biografie
A fost fiul lui Jan (învățător rural) și al Juliei, născută Jacyn. A terminat liceul Fraciszek Józef în Dębica(191) iar la Universitatea Jagiellonă și-a început studiile de limbă engleză; a studiat la UJ până în 1914, mai târziu de asemenea în anii 1921- 1923.
Înafară de studii de limbă engleză, a mai studiat germanistică și romanistică, unul dintre mentorii lui a fost Roman Dyboski. Între anii 1913-1914 a făcut parte din Asociația de trăgători; în timpul primului război mondial a servit în regimentul 5 de infanterie a Legionarilor polonezi, iar în această perioadă a fost încarcerat de câteva ori. Câțiva ani mai târziu după război și i-a petrecut în coloniile britanice, între anii 1923-1925 și-a completat studiile (engleze și romane) la universitățile din Londra, Paris si Dijon. A lucrat ca învățător de limba engleză la liceu la Cabana Regală (în prezent Chorzów- 1925) și Liceul Stefan Batori din Varșovia (1925-1929). În 1927 și-a susținut doctoratul UJ în baza lucrării lui Józef Addison, critic literar.
Din 1929 a fost lector de limba engleză la Școala superioară economică din Varșovia (din 1933 sub numele de Școala centrală de economie din Varșovia). În timpul celui de-al doilea război mondial a acționat în organizația politică și de jurnalistică „Cazul nostru” și a contribuit la studiile secrete (Școala municipală de economie din Varșovia, Școala de economie, Universitatea din Varșovia); după resurecția varșoviană a petrecut câteva luni (până în februarie 1945) în lagărul din Pruszków. Dupa război s-a întors la munca de lector din cadrul Școlii de economie (până în 1946), apoi pentru o perioadă scurtă de timp a început să țină prelegeri în engleză la UJ. Între anii 1946-1954 (din nou 1957-1964) a condus Catedra de Filologie engleză la Universitatea din Łódz, obținând în 1949 titlul de profesor (doctoratul în 1947 la UJ). A fost de asemenea și profesor la Catedra de Filologie Engleză din cadrul Universității din Varșovia (1954-1962).
În 1945 a fost numit membru-corespondent al Asociației Științifice din Varșovia, iar în 1948 membru-corespondent al Asociației Științifice din Łódz. A fost distins, printre altele cu Crucea Independenței (înainte de 1939).
La 17 aprilie 1933 s-a însurat cu Xenia Żytomirska.
Interesele sale științifice au cuprins istoria literaturii engleze, istoria teatrului englez și american, lingvistică engleză, istoria literaturii nord-americane și australiene. S-a ocupat de legăturile polono-engleze din anii 1831-1856 precum și de imigrația poloneză din Anglia în secolul XIX. A analizat presa engleză a secolului XIX precum și opera lui John Galsworthy,  Thomas Hardy și George Meredith. A elaborat metode originale de predare a gramaticii limbii engleze, a pregătit ediția de antologie anglo-americană (1935), a fost autorul a câtorva manuale de predare a limbii engleze.

## Câteva publicații
- A First English Book (1934)
- Istoria literaturii nord-americane (1935: Istoria literaturii universale)
- Anglia și Polonia : Legături culturale și politice din secolul XIX (1947)
- Drama și scena epocii engleze a Renașterii (1953)
- Drama și scena americană a secolului XIX si X ( 1954)
- Gramatica descriptivă a limbii engleze (1954)
- Sylwetka H. Fieldinga (1954)
- Dicționar englez-polon și polon-englez (1958)
- Din istoria literaturii. Association of the Friends of Poland (1958)
- Vocabular englez și formarea cuvintelor în engleză (1962)
- Parafraza engleză a „Comediei nedivine” (1963)
- Morfologia și sintaxa limbii engleze (1964)